# Kgomokasitwa
Kgomokasitwa è un villaggio del Botswana situato nel distretto Meridionale, sottodistretto di Ngwaketse. Il villaggio, secondo il censimento del 2011, conta 1.423 abitanti.

## Località
Nel territorio del villaggio sono presenti le seguenti 8 località:
- Borite di 2 abitanti,
- Gakapi di 7 abitanti,
- Kgaukgawane,
- Masiasole/Bahumagadi di 13 abitanti,
- Matlogane di 2 abitanti,
- Motserane di 5 abitanti,
- Ngalakane di 4 abitanti,
- Rasejamesi